# Der Heimatplanet
Der Heimatplanet (englisch 1988 als The Home Planet) ist der Titel eines von Kevin W. Kelley im Auftrag der Association of Space Explorers (ASE) herausgegebenen Buches. Es enthält Fotos von der Erde und Zitate von Weltraumfahrern vieler Nationen. 
Die erste Auflage der deutschsprachigen Ausgabe des Buches erschien im Jahr 1989 simultan mit der Erstauflage in der damaligen Sowjetunion und in den Vereinigten Staaten. Gefördert wurde das Buchprojekt vom Institute of Noetic Sciences.